# Эномай (Софокл)
«Эномай» (др.-греч. Οἰνόμαος) — трагедия древнегреческого драматурга Софокла (V век до н. э.) на тему мифов о Пелопе, текст которой утрачен за исключением нескольких небольших отрывков.
Заглавный герой пьесы — царь Писы в Элиде, который вызывал женихов своей дочери Гипподамии на состязания в беге на колесницах, догонял их и убивал. Так продолжалось до появления Пелопа, который подговорил царского колесничего Миртила заменить металлическую втулку в колеснице Эномая на восковую. Царь разбился насмерть, а Пелоп женился на Гипподамии. От трагедии сохранился только набор фрагментов, в которых говорится о жестокости главного героя, о любви Гипподамии к Пелопу. На основании этих отрывков антиковеды считают «Эномая» одной из первых древнегреческих пьес о любви (наряду с «Колхидянками» того же автора).
Трагедия была написана до 414 года до н. э., так как её цитирует Аристофан в «Птицах». Благодаря упоминанию в одной из речей Демосфена известно, что «Эномая» инсценировали в IV веке до н. э. при участии Эсхина. Латинскую версию этой пьесы создал во II веке до н. э. Луций Акций.